# Riedseltz
Riedseltz [ʁidsɛlts] est une commune française située dans la circonscription administrative du Bas-Rhin et, depuis le 1er janvier 2021, dans le territoire de la Collectivité européenne d'Alsace, en région Grand Est.
Cette commune se trouve dans la région historique et culturelle d'Alsace du Nord à la lisière du parc régional des Vosges du Nord et de la ville historique de Wissembourg.

## Géographie
Riedseltz est un village situé au nord du Bas-Rhin. Riedseltz est traversée par la rivière Hausauerbach.
Le village fait partie des cinq villages septentrionaux d'Alsace.

### Communes limitrophes
| Steinseltz | Wissembourg |            |
| Cleebourg  | Riedseltz   | Schleithal |
| Ingolsheim | Hunspach    | Seebach    |

### Hydrographie
La commune est dans le bassin versant du Rhin au sein du bassin Rhin-Meuse. Elle est drainée par le ruisseau le Haussauerbach, le ruisseau le Schemperbach et le ruisseau le Rehbach,.
Le Haussauerbach, d'une longueur de 15 km, prend sa source dans la commune de Rott et se jette  dans le Seltzbach à Hoffen, après avoir traversé huit communes. 

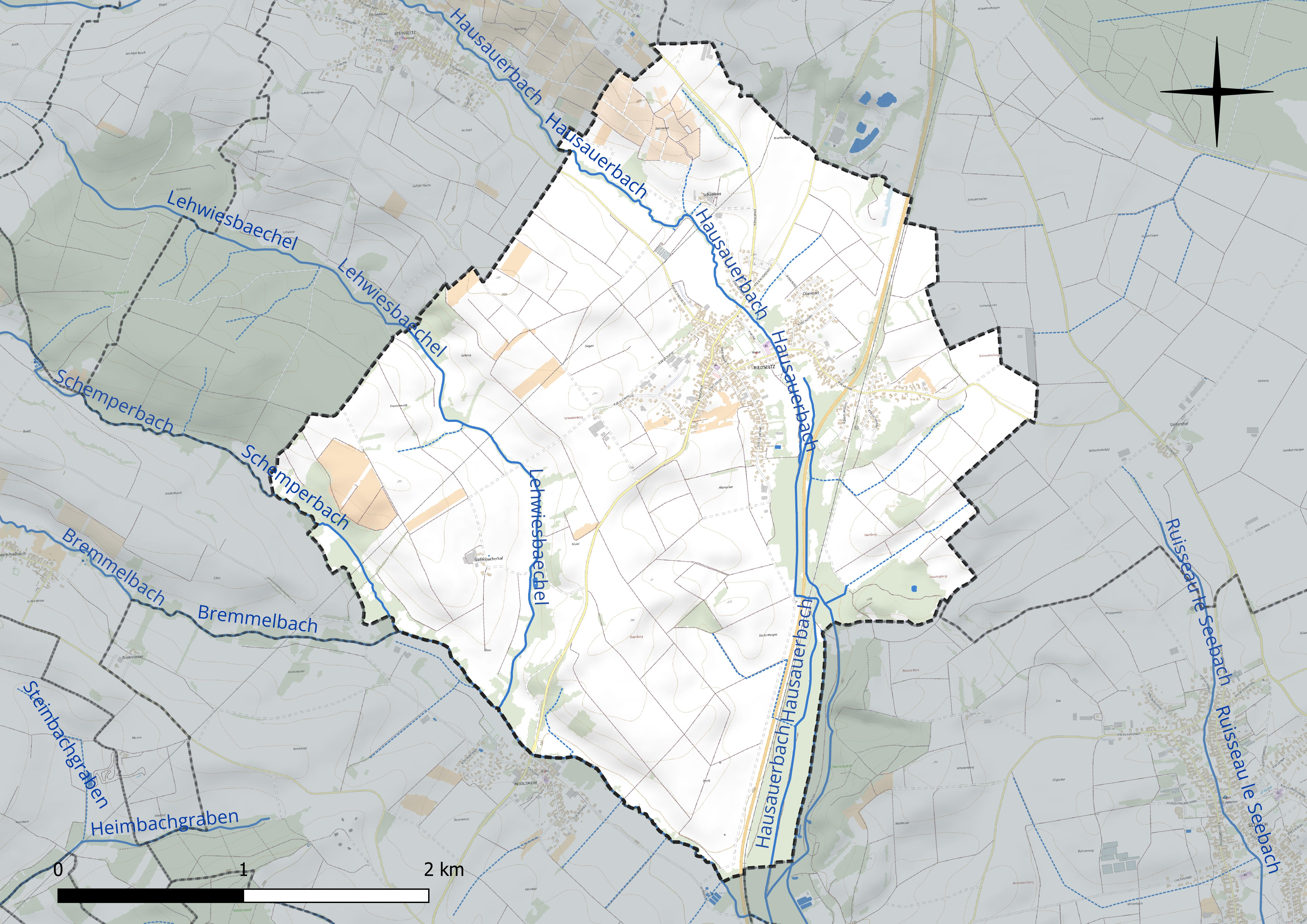
Réseau hydrographique de Riedseltz.

### Climat
Pour des articles plus généraux, voir Climat du Grand Est et Climat du Bas-Rhin.
En 2010, le climat de la commune est de type climat des marges montargnardes, selon une étude du Centre national de la recherche scientifique s'appuyant sur une série de données couvrant la période 1971-2000. En 2020, Météo-France publie une typologie des climats de la France métropolitaine dans laquelle la commune est exposée à un climat semi-continental et est dans la région climatique  Alsace, caractérisée par une pluviométrie faible, particulièrement en automne et en hiver, un été chaud et bien ensoleillé, une humidité de l’air basse au printemps et en été, des vents faibles et des brouillards fréquents en automne (25 à 30 jours). 
Pour la période 1971-2000, la température annuelle moyenne est de 10,6 °C, avec une amplitude thermique annuelle de 17,9 °C. Le cumul annuel moyen de précipitations est de 805 mm, avec 10,7 jours de précipitations en janvier et 10,6 jours en juillet. Pour la période 1991-2020, la température moyenne annuelle observée sur la station météorologique de Météo-France la plus proche, « Preuschdorf », sur la commune de Preuschdorf à 12 km à vol d'oiseau, est de 11,3 °C et le cumul annuel moyen de précipitations est de 834,2 mm. 
La température maximale relevée sur cette station est de 39,8 °C, atteinte le 4 juillet 2015 ; la température minimale est de −19,9 °C, atteinte le 8 janvier 1985,,. 
Les paramètres climatiques de la commune ont été estimés pour le milieu du siècle (2041-2070) selon différents scénarios d'émission de gaz à effet de serre à partir des nouvelles projections climatiques de référence DRIAS-2020. Ils sont consultables sur un site dédié publié par Météo-France en novembre 2022.

## Urbanisme

### Typologie
Au 1er janvier 2024, Riedseltz est catégorisée bourg rural, selon la nouvelle grille communale de densité à sept niveaux définie par l'Insee en 2022.
Elle est située hors unité urbaine. Par ailleurs la commune fait partie de l'aire d'attraction de Wissembourg (partie française), dont elle est une commune de la couronne,. Cette aire, qui regroupe 11 communes, est catégorisée dans les aires de moins de 50 000 habitants,.

### Occupation des sols
L'occupation des sols de la commune, telle qu'elle ressort de la base de données européenne d’occupation biophysique des sols Corine Land Cover (CLC), est marquée par l'importance des territoires agricoles (86,7 % en 2018), en diminution par rapport à 1990 (87,6 %). La répartition détaillée en 2018 est la suivante : terres arables (59,7 %), zones agricoles hétérogènes (24,1 %), zones urbanisées (7,7 %), forêts (5,3 %), cultures permanentes (3 %), mines, décharges et chantiers (0,2 %). L'évolution de l’occupation des sols de la commune et de ses infrastructures peut être observée sur les différentes représentations cartographiques du territoire : la carte de Cassini (XVIIIe siècle), la carte d'état-major (1820-1866) et les cartes ou photos aériennes de l'IGN pour la période actuelle (1950 à aujourd'hui).

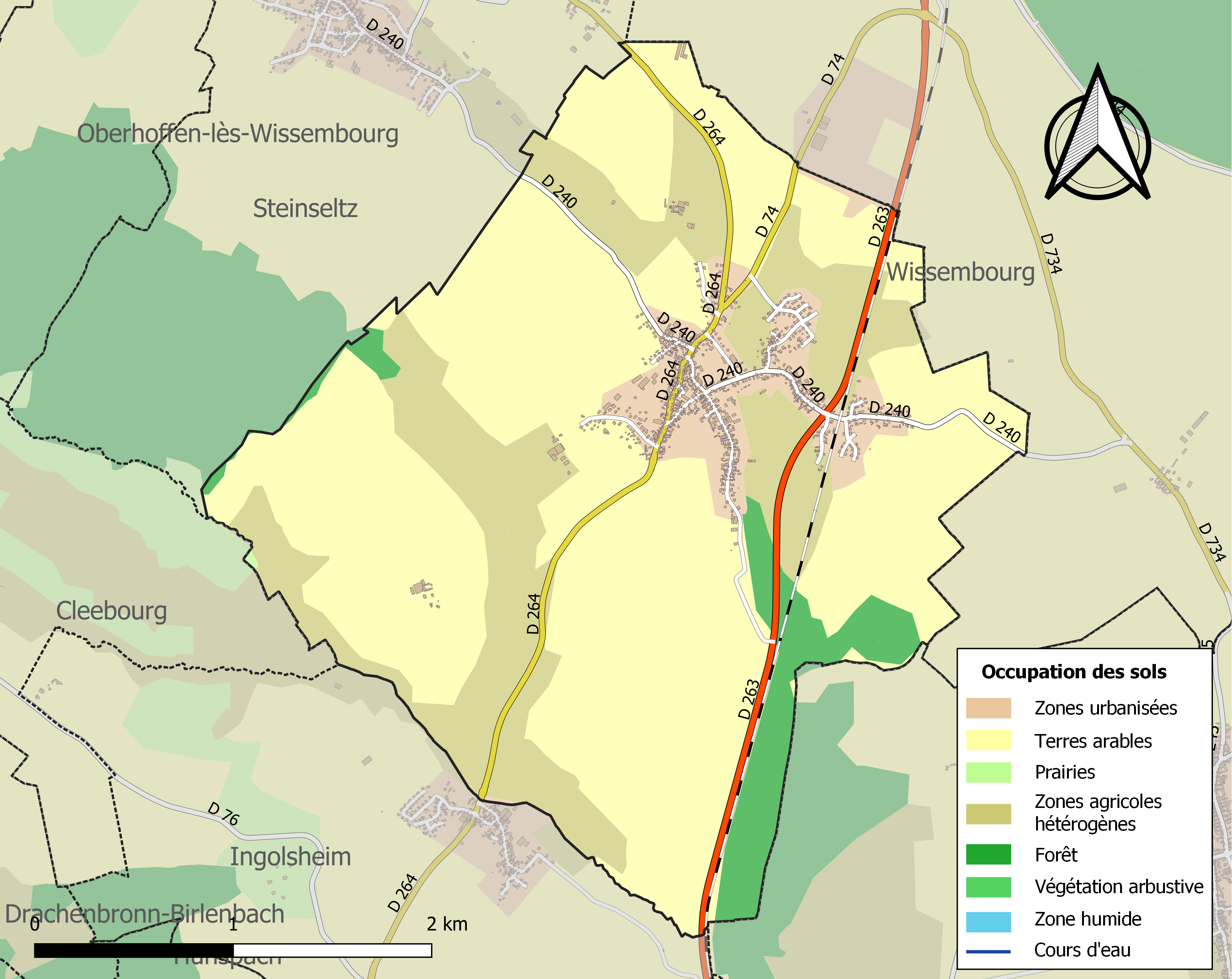
Carte des infrastructures et de l'occupation des sols de la commune en 2018 (CLC).

## Histoire

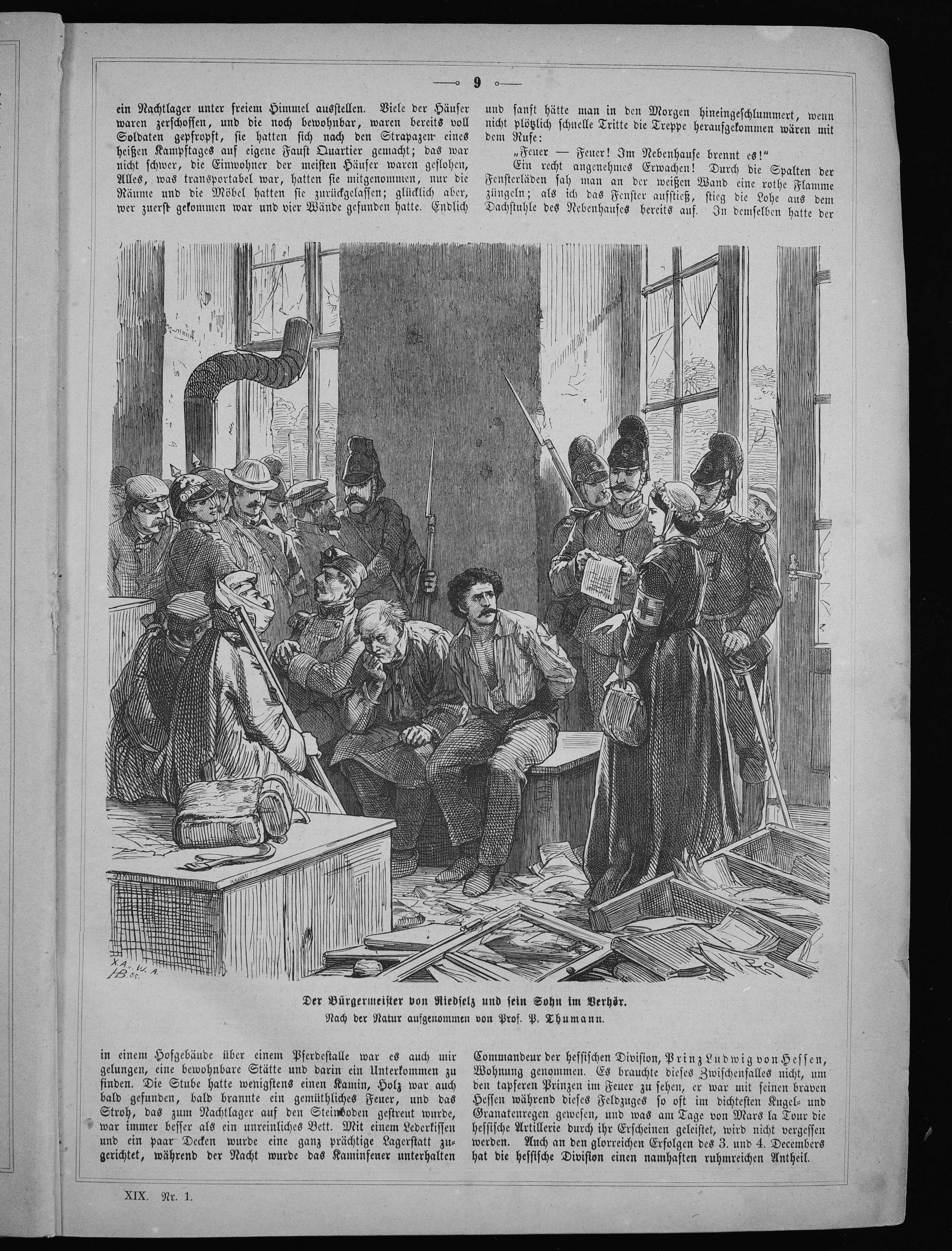
Arrestation du maire de Riedseltz et de son fils par l'armée prussienne pendant la guerre franco-allemande de 1870, Die Gartenlaube, 1871.

La plus ancienne trace écrite du village date de 941.
Ancien fief des chevaliers de l'ordre teutonique, leur commanderie était le château du Wasserburg, aujourd'hui quasi-détruit (il n'en reste qu'un pan de mur percé d'une meurtrière).
De 1871 à 1918, Riedseltz appartient au district de Basse-Alsace du Territoire d'Empire d'Alsace-Lorraine dans l'Empire allemand.

### Héraldique
| Blason de Riedseltz | Blason  | De sinople à la croix alésée d'argent, la traverse fleuronnée. |
| Blason de Riedseltz | Détails |                                                                |

## Toponymie
Ridselz en francique méridional.
Riedselz en allemand.
Durant la Seconde Guerre mondiale, le village avait été évacué sous l'offensive allemande. On considérait alors le village comme étant un "village fantôme".

## Environnement
Le village, situé dans une zone humide le long de la rivière Hausauerbach, présente un environnement propice pour l'épanouissement des cigognes.
En 2018, dix nids ont été répertoriés dans l'ensemble du village donnant ainsi naissance à de nombreux cigogneaux.

## Politique et administration
| Période                                  | Période                   | Identité                                    | Étiquette | Qualité                                                                                         |
| ---------------------------------------- | ------------------------- | ------------------------------------------- | --------- | ----------------------------------------------------------------------------------------------- |
| mars 2002                                | 2008                      | Victor Ringeisen                            | UMP       | Directeur industriel Député suppléant de François Loos (1997-2002), député du 8 au 18 juin 2002 |
| mars 2008                                | 2014                      | Victor Ringeisen                            | UMP       | Président de la communauté de communes                                                          |
| 2014                                     | En cours (au 31 mai 2020) | René Richert Réélu pour le mandat 2020-2026 | LR        |                                                                                                 |
| Les données manquantes sont à compléter. |                           |                                             |           |                                                                                                 |

## Démographie
L'évolution du nombre d'habitants est connue à travers les recensements de la population effectués dans la commune depuis 1793. Pour les communes de moins de 10 000 habitants, une enquête de recensement portant sur toute la population est réalisée tous les cinq ans, les populations de référence des années intermédiaires étant quant à elles estimées par interpolation ou extrapolation. Pour la commune, le premier recensement exhaustif entrant dans le cadre du nouveau dispositif a été réalisé en 2005.

En 2022, la commune comptait 1 130 habitants, en évolution de +3,2 % par rapport à 2016 (Bas-Rhin : +3,17 %, France hors Mayotte : +2,11 %).
| 1793 | 1800 | 1806  | 1821  | 1831  | 1836  | 1841  | 1846  | 1851  |
| ---- | ---- | ----- | ----- | ----- | ----- | ----- | ----- | ----- |
| 585  | 982  | 1 149 | 1 468 | 1 497 | 1 544 | 1 454 | 1 525 | 1 503 |

| 1856  | 1861  | 1866  | 1871  | 1875  | 1880  | 1885  | 1890  | 1895  |
| ----- | ----- | ----- | ----- | ----- | ----- | ----- | ----- | ----- |
| 1 244 | 1 276 | 1 287 | 1 317 | 1 277 | 1 270 | 1 217 | 1 123 | 1 163 |

| 1900  | 1905  | 1910  | 1921  | 1926  | 1931  | 1936 | 1946 | 1954 |
| ----- | ----- | ----- | ----- | ----- | ----- | ---- | ---- | ---- |
| 1 139 | 1 158 | 1 128 | 1 103 | 1 072 | 1 036 | 966  | 901  | 862  |

| 1962 | 1968 | 1975 | 1982  | 1990  | 1999  | 2005  | 2006  | 2010  |
| ---- | ---- | ---- | ----- | ----- | ----- | ----- | ----- | ----- |
| 923  | 930  | 975  | 1 019 | 1 029 | 1 061 | 1 120 | 1 125 | 1 119 |

| 2015  | 2020  | 2022  | - | - | - | - | - | - |
| ----- | ----- | ----- | - | - | - | - | - | - |
| 1 099 | 1 119 | 1 130 | - | - | - | - | - | - |

## Économie
Depuis 2004, les vins d'Alsace produits sur les coteaux de Riedseltz sont reconnus dans  l'appellation d'origine contrôlée.[réf. souhaitée]
Il reste encore quelques exploitations agricoles tirant leurs revenus de l'élevage de bovins, laitier et diversifié (céréales, betteraves, vignes en coopération avec la Cave de Cleebourg).
Jusqu'à dans les années 1980, Riedsetlz était un bassin d'emploi important. Le village bénéficiait d'une laiterie qui collectait le lait des villages avoisinants de sorte à produire des produits laitiers ainsi que d'une tuilerie/ briqueterie.

## Lieux et monuments

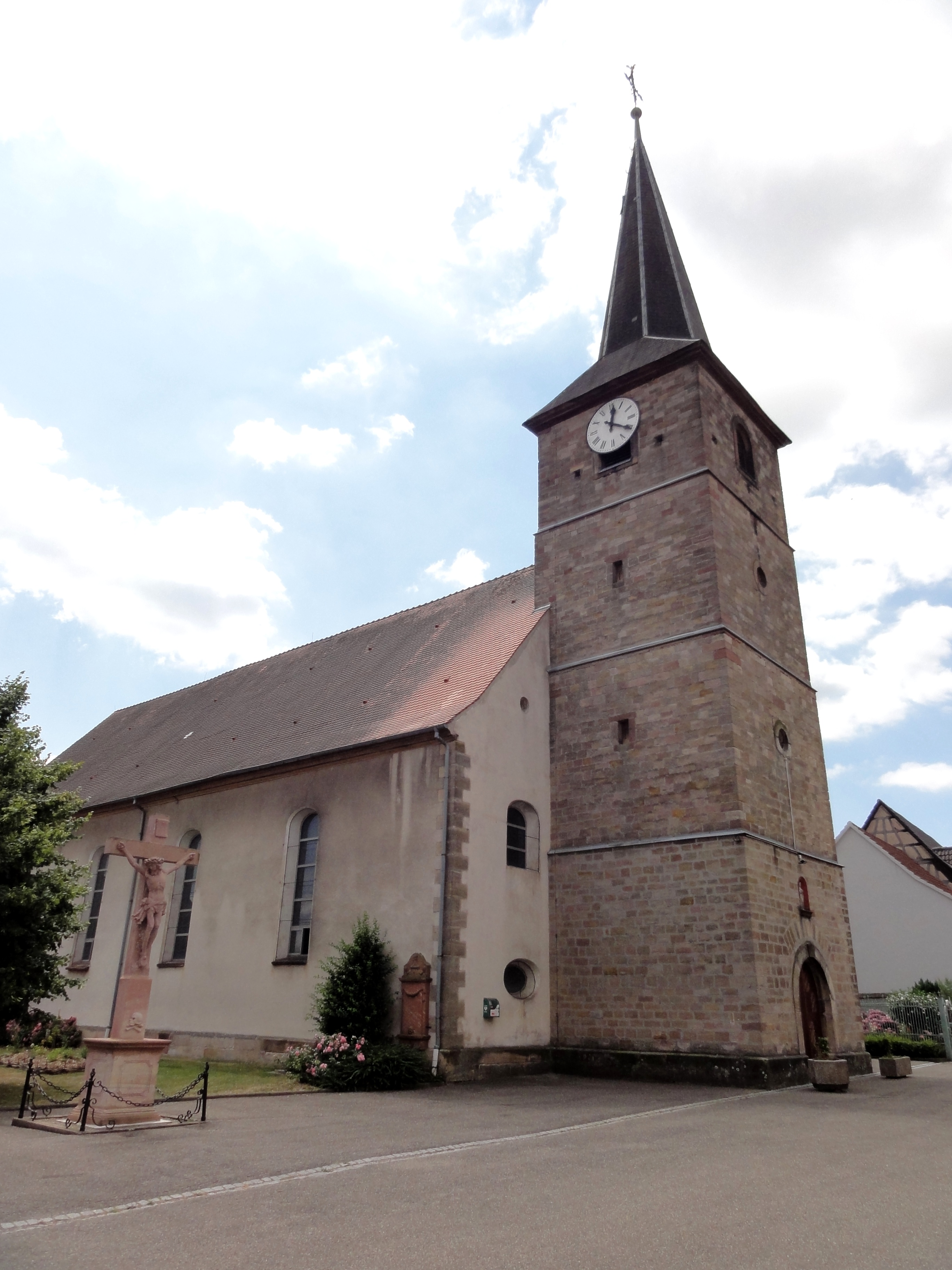
L'église Saint-Jacques.

- L'église de la commune, datant de 1660, contient un orgue Stiehr-Mockers (1870) dû à Louis Mockers et classé monument historique[20].
- Monument aux morts, monument communal à la mémoire des soldats morts durant la Première (1914-1918) et Seconde Guerre mondiale (1939-1945). Les gravures représentent une femme ainsi qu'un soldat (poilu). Il est inscrit sur le monument « à nos morts ».
- Mairie de Riedseltz.
- École primaire et élémentaire.
- Terrain de football ainsi qu'une salle polyvalente.
- Salle de ping-pong.

## Associations
Le village doit son dynamisme aux diverses associations en place :
- Football club
- L'amicale des sapeurs pompiers
- Croix-blanche
- Gymnastique féminine
- Club théâtral
- Nos enfants d'ailleurs
- Espace jeunes
- Moto-club
- Marcheurs
- Tennis club

## Personnalités liées à la commune
- Joseph-Jean Heintz, né en 1886 à Reims et décédé en 1958. Évêque de Troyes de 1933 à 1938 puis évêque de Metz de 1938 à 1958. Sa proche famille habite à Riedseltz.

## Jumelages
Saint-Sornin-la-Marche, commune de la Haute-Vienne (France).